# Pandrosos phtisicus
Pandrosos phtisicus là một loài bọ cánh cứng trong họ Cerambycidae.